# Raccordo ferroviario di Acerra
Il raccordo ferroviario di Acerra è un raccordo ferroviario costruito per servire i vari impianti della zona industriale di Pomigliano d'Arco. Dal 2011 è in concessione alla FIAT.

## Storia
Inaugurata agli inizi degli anni settanta, la breve diramazione è stata costruita per collegare la stazione di Acerra agli impianti della zona industriale di Pomigliano d'Arco.
Dal 2011 è in concessione alla FIAT Group Automobiles, concessione valida fino al 2021.

## Caratteristiche
| Continuation backward |

| Unknown route-map component "ABZg+l" | Unknown route-map component "KDSTeq" |  |

| Unknown route-map component "CONTgq" | Unknown route-map component "ABZgr" |  |  |  |

| Unknown route-map component "SKRZ-G2u" |

|  | Unknown route-map component "eKRWgl" | Unknown route-map component "exKRW+r" |  |  |

|  | Straight track | Unknown route-map component "exABZg+l" | Unknown route-map component "exENDEeq" |  |

|  | Unknown route-map component "xKRWgl" | Unknown route-map component "xKRWg+r" |  |  |

|  | Unknown route-map component "exSTR" | Non-passenger station/depot on track |  |  |

|  | Unknown route-map component "exSTR" | Unknown route-map component "ENDExe" |  |  |

|  | Unknown route-map component "exSTR" | Unknown route-map component "exKRWl" | Unknown route-map component "exKRW+r" |  |

|  | Unknown route-map component "exKRWl" | Unknown route-map component "exKRW+r" | Unknown route-map component "exSTR" |  |

|  |  | Unknown route-map component "exDST" | Unknown route-map component "exDST" |  |

|  |  | Unknown route-map component "exENDEe" | Unknown route-map component "exENDEe" |  |

La tratta è doppio a binario non elettrificato di cui solo uno in uso. Alcune sezioni del tracciato sono in disuso, in particolare nei pressi degli stabilimenti FIAT. Lo stabilimento servito è esclusivamente quello della FIAT nella sua area centrale, mentre in precedenza erano servite anche le sue aree settentrionali e i reparti produttivi.
Tutti i deviatoi sono azionati manualmente. I raddoppi di binario sono presenti negli stabilimenti industriali e nello scalo di Acerra.

### Percorso
Lo scalo di testa della linea è un piccolo scalo merci costituito da 5 binari più uno che connesso ad una costruzione di cemento aperta.
Superato lo scalo vi è un passaggio a livello su via San Francesco d'Assisi, immettendosi nel tracciato vero e proprio. I due binari si staccano dalla ferrovia Roma-Cassino-Napoli piegando verso sud, incrociando di nuovo un passaggio a livello. Il tracciato prosegue attraversando varie file di edifici incontrando vari attraversamenti a raso con le strade della viabilità locale. La tratta sottopassa l'Asse Mediano e, nelle vicinanze, vi è una comunicazione tra i due binari. Il binario di sinistra entra nell'area settentrionale dello stabilimento Alfa Romeo dove vi è un fascio merci inutilizzato; il binario di sinistra continua fino ad un deviatoio dove si divide: il binario di sinistra entra nello stabilimento FIAT Auto ex Alfa Romeo ed il binario di destra continua ancora fino a raggiungere i reparti produttivi dell'Alfa Romeo e l'Alfa Avio, dove termina con un paraurti. Anche l'altro binario termina nei pressi dei reparti produttivi nelle adiacenze di un'area di deposito.
All'interno dello stabilimento FIAT ex Alfa Romeo vi è un lungo fascio merci di 9 binari dedicato al carico e scarico delle automobili.

## Traffico
Il traffico effettuato sul raccordo è solo di tipo merci e viene effettuato dalla FIAT.

## Materiale rotabile
Per trasportare le tradotte di auto viene utilizzata una D.345 dagli stabilimenti fino al fascio merci di Acerra e da lì fino alla stazione, per poi essere inserite in composizione ai treni merci e inviate verso le varie destinazioni.